# المنظمة التجارية الدولية
المنظمة التجارية الدولية (ITO)، هو الاسم المقترح لمؤسسة دولية لتنظيم التجارة، تقودها الولايات المتحدة بالتعاون مع الحلفاء، الجهود لتكوين المنظمة منذ عام 1945 إلى عالم 1948، بالاجتياز الناجح لميثاق هافانا، فشلت في النهاية بسبب عدم الموافقة من قِبل الكونغرس الأمريكي. إلى حين إنشاء المنظمة العالمية للتجارة في عام 1995، التجارة الدولية أٌديرت من خلال الاتفاق العام للتعريفات الجمركية والتجارة (GATT).

## التاريخ

### اقتراح للمؤسسة التجارية الدولية
مؤتمر بريتون وودز في عام 1994 الذي أنشأ مؤسسة دولية لأجل السياسة النقدية، اعترف بالاحتياج لمؤسسة دولية مماثلة للتجارة لتستكمل صندوق النقد الدولي والبنك الدولي. وقد حضر هذا المؤتمر ممثلو وزارات المالية وليس ممثلو وزارات التجارة، السبب المقترح لماذا الاتفاق التجاري لم يتم التفاوض بشأنه في ذلك الحين.  
في بداية ديسمبر عام 1945, دعت الولايات المتحدة حلفاء (وقت الحرب) للدخول في مفاوضات لاختتام اتفاق متعدد الأطراف لإجراء خفض متبادل في التعريفات الجمركية على التجارة بالسلع. في يوليو عام 1945, الكونغرس الأمريكي قد منح الرئيس هاري س. ترومان الصلاحية ليفاوض ويختتم مثل هذا الاتفاق. بناء على اقتراح من الولايات المتحدة، اتخذ المجلس الاقتصادي والاجتماعي للأمم المتحدة قرار، في فبراير عام 1946, دعى ميثاق هافانا لعقد مؤتمر لمنظمة التجارة الدولية.
تأسست اللجنة التحضيرية في فبراير 1946 واجتمعت للعمل أول مرة في لندن شهر أكتوبر عام 1946 على منظمة التجارة الدولية؛ العمل ظل مستمرًا من أبريل حتى نوفمبر لعام 1947.

### الاتفاق العام بشأن التعريفات الجمركية والتجارة
في الوقت ذاته، ثمانية بلدان من المتفاوضين لأجل GATT وقعوا على «بروتوكول التطبيق المؤقت للاتفاق العام بشأن التعريفات الجمركية والتجارة» هذه البلدان الثمانية كانوا: الولايات المتحدة، المملكة المتحدة، كندا، استراليا، فرنسا، بلجيكا، هولندا ولوكسمبورغ.

### ميثاق هافانا
الوثيقة التأسيسية التابعة لـ ITO جرى التفاوض بشأنها في كوبا من نوفمبر 1947 إلى مارس 1948. ميثاق هافانا (سابقًا العمل الأخير لمؤتمر الأمم المتحددة للتجارة والعمالة) نص على إنشاء ITO, ووضع القواعد الأساسية للتجارة الدولية ومسائل اقتصادية دولية أخرى. وُقِع من قِبل 56 دولة في يوم 24 من شهر مارس عام 1948. مما سمح للتعاون الدولي وحجب الممارسات التجارية المانعة للمنافسة.
الميثاق المُقترح من جون مينارد كينز كان لصالح إنشاء ITO ومؤسسة مالية باسم «الاتحاد الدولي للمقاصة»، وعملات نقدية؛ بانكو. كانت مؤسسات ميثاق هافانا تعمل على تحقيق الاستقرار في التجارة عن طريق تشجيع الأمم للتخلص من الفوائض التجارية والعجز التجاري. هذا الارتجاع السلبي كان من المقرر إنجازه عبر سماح الأمم لرسوم السحب مما يعادل نصف متوسط القيمة من تجارة البلد على مدى السنوات الخمس السابقة، مع الاهتمام لكل من الفوائض والعجز التجاري.

### الفشل في كونغرس الولايات المتحدة
لم يدخل الميثاق حيز التنفيذ قط، جزء من السبب في عام 1950 أعلنت حكومة الولايات المتحدة أنها لن تقدم المعاهدة لمجلس الشيوخ في الولايات المتحدة للمصادقة عليها. على الرغم من المحاولات المستمرة للكونغرس الأمريكي، الميثاق لم يتم الموافقة عليه أبدًا. الحجة الأكثر اعتيادًا ضد المنظمة الجديدة كانت أنها ستكون مشاركة في المسائل الاقتصادية الداخلية. في السادس من ديسمبر لعام 1950، أعلن الرئيس ترومان أنه لن يسعى بعد الآن لموافقة الكونغرس لميثاق المنظمة التجارية الدولية. بسبب الرفض الأمريكي للميثاق، لا توجد أي دولة أخرى لتصادق على المعاهدة. عناصر الميثاق ستصبح لاحقًا جزء من الاتفاق العام بشأن التعريفات الجمركية والتجارة.

### اتفاقيات التجارة الفردية ومنظمة التجارة العالمية
في غياب المنظمة التجارية الدولية، التفتت البلدان في بداية 1950, إلى المؤسسة الدولية متعددة الأطراف الوحيدة للتجارة (GATT 1947), لكي تتعامل مع المشكلات المتعلقة بعلاقاتهم التجارية. بالتالي، مؤسسة GATT «ستحوّل نفسها» إلى منظمة دولية. لقد كان يُرتأى ان GATT ستكون فعالة إلى حين قبول المنظمة التجارية الدولية. إلا أن المنظمة الدولية التجارية لم تُذكر من قبل، أصبحت مؤسسة GATT مركز التركيز للتعاون الدولي الحكومي لمسائل التجارة.
سبع جولات من المفاوضات وقعت تحت "GATT" قبل الجولة الثامنة (جولة أوروغواي) اُختتمت في عام 1944 مع تأسيس «منظمة التجارة العالمية» كبديل لـ GATT، التي تم تبني أسسهم من قِبل المنظمة التجارية العالمية، وكُفِلت بإدارتها وتوسيع نطاقها.

## روابط خارجية
Havana Charter
- Text of the Havana Charter - WTO official website
- Pages 5 and 6 of an economics paper
- Pages two and three of a paper concerning agricultural trade
- Page 1
- The WTO: An Historical, Legal, and Organizational Overview
- Can World Trade Ever Be Fair? by Susan George at CounterPunch.org
- Global Fracture a book by Michael Hudson that insightfully documents how developing countries have organized since the 1940s to restructure the global economic system, and failed every time.